# 外頸静脈
外頸静脈（がいけいじょうみゃく）は、頭頸部の静脈の一つ。頭蓋外側および顔面深部からの血液の大部分を受け取る静脈で、下顎後静脈の後部と後耳介静脈の接合部より始まる。

## 走行
耳下腺内部で下顎角の高さで始まり、下顎角から鎖骨中央の高さにある胸鎖乳突筋後縁まで垂直に頸部を降りていく。
胸鎖乳突筋と斜めに交差し、肩甲鎖骨三角では深在筋膜を通り、前斜角筋の前方もしくは側方で鎖骨下静脈に合流する。後頸三角の上部を貫通する。
胸鎖乳突筋と頸筋膜浅葉で別れ、広頸筋、浅筋膜および外皮で覆われる。頸横神経と交差し、上半分では大耳介神経と平行に走行する。
他の首の静脈と反比例するように大きさは変化し、二倍になることもある。

## 弁
二組の弁を持つ。一つは鎖骨下静脈につながる部分にあり、もう一つは通常鎖骨の4cm上である。二組の弁の間はしばしば拡張しており、洞と呼ばれる。
この弁は血液の逆流やカテーテルの通行を阻害しない。

## 合流
この静脈は時々後頭葉静脈が合流する他、後外頚静脈が合流し、また、末端近くでは頸横静脈、肩甲上静脈、前頸静脈が合流する。耳下腺内部で、内頸静脈とつながる多くの枝が合流する。

## 追加画像

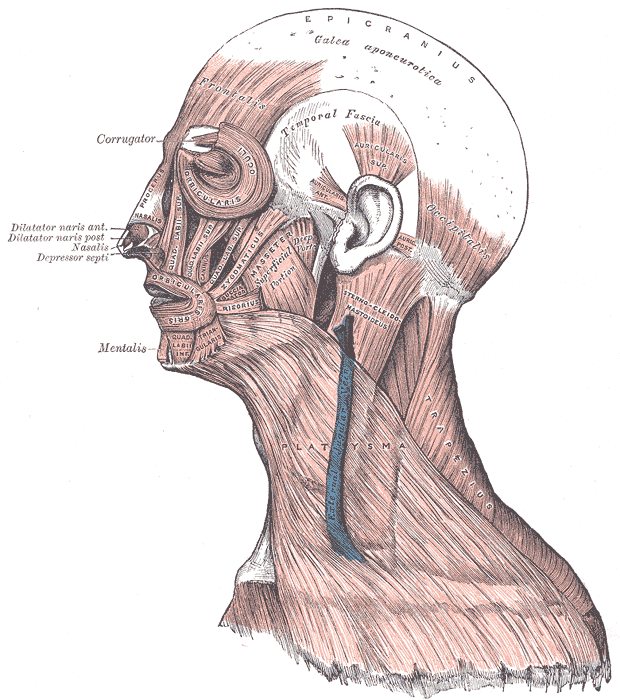
Muscles of the head, face, and neck.
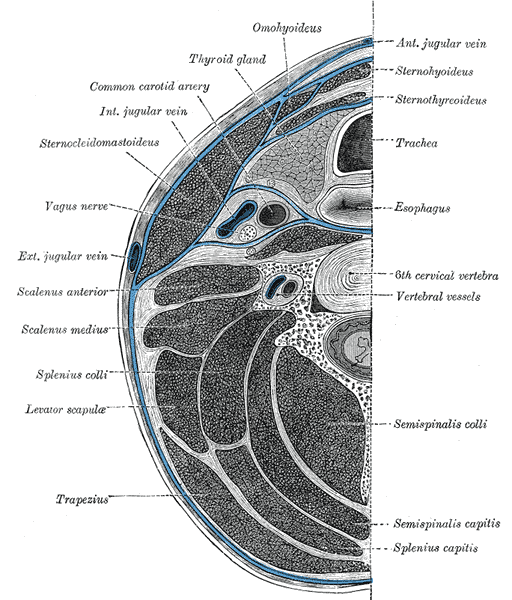
Section of the neck at about the level of the sixth cervical vertebra.
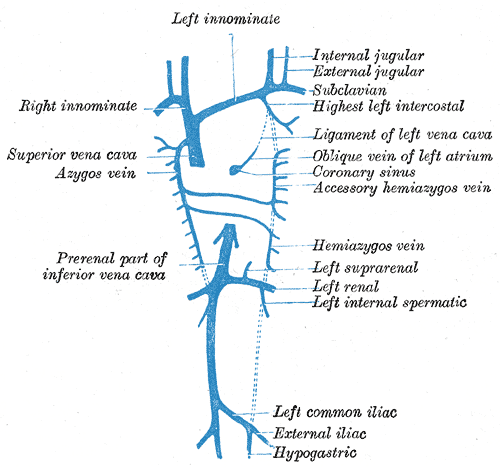
Diagram showing completion of development of the parietal veins.
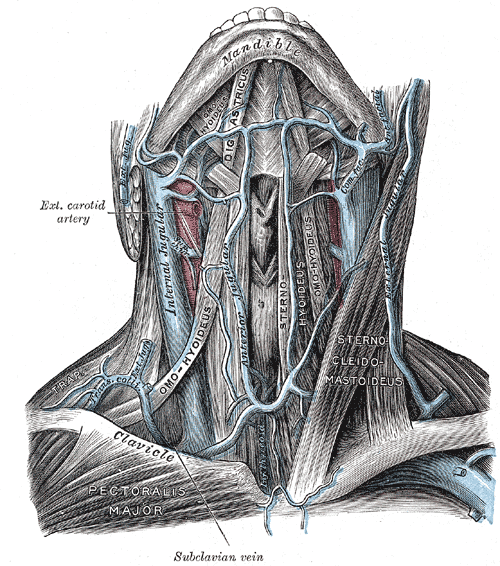
The veins of the neck, viewed from the front.
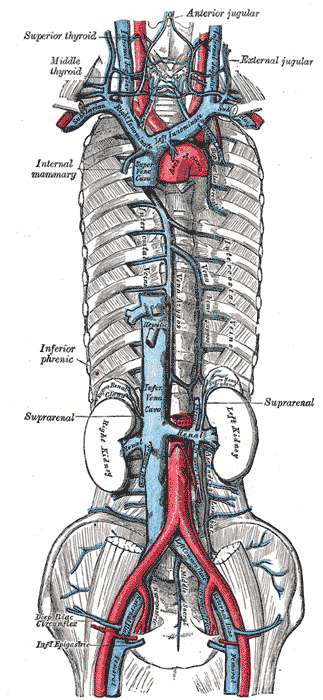
The venæ cavæ and azygos veins, with their tributaries.
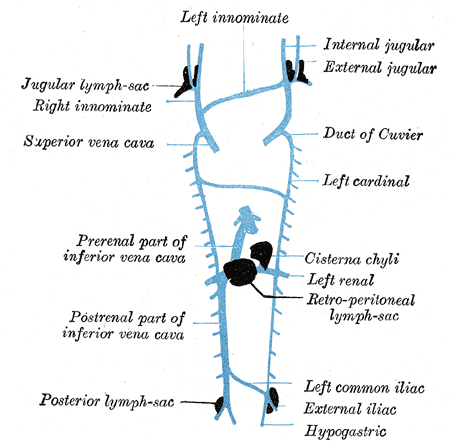
Scheme showing relative positions of primary lymph sacs.